# Die Liebesflüsterin
Die Liebesflüsterin ist ein deutscher Fernsehfilm aus dem Jahr 2008. Die Filmkomödie basiert auf den Motiven des von Edmond Rostand geschriebenen Romans Cyrano de Bergerac.

## Handlung
Die Schreinerin Katharina von Bergerach ist eine burschikose junge Frau mit sehr forschem Auftritt. Man traut ihr unter ihrer harten rauen Schale keinen weichen Kern zu. Doch als eines Tages der schöne Restaurator Jakob Steiner in ihrer Werkstatt ein aufgetauchtes Fresko begutachtet, verliebt sie sich in ihn. Da sie sich nicht traut ihn anzusprechen, schreibt sie all ihre Gefühle in poetischen Briefen an ihn. Der kunstbeflissene Mann fühlt sich sofort angesprochen. Allerdings glaubt er, dass die Briefe von der blonden Marie stammen, Katharinas bester Freundin. Diese ist wirklich in ihn verliebt, nur bat sie zuvor Katharina ihr zu helfen, sich Jakob zu nähern.

## Kritiken
„Regisseur Jakob Schäuffelen [] variierte nach einem Drehbuch von Silke Neumayer […] gekonnt die oft verfilmte Vorlage von Edmond Rostands ‚Cyrano de Bergerac‘. Allerdings machte aus dem tragischen Titelhelden eine moderne Frau, die mit ihren Gefühlen nicht so recht umzugehen weiß. In der Hauptrolle überzeugt Cordelia Wrege.“

„Deutsche Soap trifft französisches Fin de Siècle: Die Übersetzung von Edmond Rostands Theaterstück aus dem Jahr 1897 in die bundesrepublikanische Gegenwart hat den Charme einer Vorabendserie. […] Deutsche Deppen statt Depardieu – mon dieu!“

## Hintergrund
Der Film wurde unter dem Arbeitstitel Ungeschminkt vom 27. April 2006 bis 1. Juni 2006 in München gedreht. Er hatte seine Erstausstrahlung am 14. Oktober 2010 auf ProSieben, wobei der Film von etwa 2,40 Mio. Zuschauern gesehen wurde, was einem Marktanteil von 7,9 Prozent entsprach.